# Osvobození (film, 1969)
Osvobození (rusky: Освобождение, německy: Befreiung, polsky: Wyzwolenie) je filmová série vydaná v letech 1970 a 1971, režírovaná Jurijem Ozerovem a natočená v širokoúhlém formátu. Scénář napsali Jurij Bondarev, Oskar Kurganov a Jurij Ozerov. Seriál vznikl v sovětsko-polsko-východoněmecko-italsko-jugoslávské koprodukci.
Filmy jsou dramatizovaným popisem osvobození území Sovětského svazu a následné porážky nacistického Německa ve Velké vlastenecké válce a zaměřují se na pět hlavních kampaní na východní frontě: bitva v Kurském oblouku, bitva o Dněpr, operaci Bagration, Vislo-oderskou ofenzívu a bitvu o Berlín.

## České názvy jednotlivých dílů:
- Osvobození I - Ohnivá duha
- Osvobození II - Průlom
- Osvobození III - Směr hlavního úderu
- Osvobození IV - Bitva o Berlín
- Osvobození V - Poslední úder

## Práce na seriálu
Práce na seriálu začaly v roce 1966. Německý filmový vědec Ralf Schenk poznamenal, že „pro Ozerova byly k dispozici prakticky všechny prostředky“. Od samého začátku bylo jasně stanoveno, že filmy by se neměly zabývat temnějšími kapitolami druhé světové války, jako je obrana Moskvy a Stalingradu, ale pouze nepřerušenou řadou vítězství Rudé armády od bitvy u Kurska. Historické části s vůdci a generály byly záměrně natočeny černobíle, aby připomínaly staré záběry.
Kromě Mosfilmu byla k produkci přizvána i zahraniční filmová studia: východoněmecká společnost DEFA, jugoslávský Avala Film a italská Dino de Laurentiis Cinematografica. Zespół Filmowy Start, první polské studio, které se podílelo na koprodukci filmu Osvobození, bylo v dubnu 1968 uzavřeno. Nahradilo ho Przedsiębiorstwo Realizacji Filmów-Zespoły Filmowe (PRF-ZF).

## Obsazení rolí (výběr)
Hlavní překážkou, které producenti čelili, bylo, že většina sovětského vedení se účastnila války; mnoho vysoce postavených důstojníků a politiků bylo ve filmech zobrazeno s jejich válečnými hodnostmi a herci, kteří je ztvárňovali, museli získat požehnání od osobností, které představovali.
Ozerov se dlouho zabýval otázkou, kdo by byl obsazen do role Žukova, dokud mu sám maršál nepomohl, roli tak získal Michail Uljanov. Ivana Koněva podráždil Jurij Legkov, který ho ztvárnil v prvních dvou částech. Požadoval, aby ho Ozerov nahradil někým jiným, a stěžoval si, že ho herec neustále obtěžuje otázkami. Na místo Legkova byl povolán Vasilij Šukšin. Pro postavu Cvetajeva si Ozerov vybral  Nikolaje Oljalina. Buchuti Zakariadze byl vybrán do  role Josifa Vissarionoviče Stalina. Maršála Konstantina Konstantinoviče Rokossovského hrál Vladlen Davydov.
Východoněmecký herec Fritz Diez se zdráhal ztvárnit Hitlera. V této roli se již objevil ve třech dalších filmech a bál se, že se stane „otrokem jedné role“. Diezova manželka Marta hrála starou ženu, která v Berlíně podávala Cvetajevovi kávu. Evu Braunovou hrála Angelika Wallerová. Benita Mussoliniho hrál Ital Ivo Garrani. Rumunský herec Florin Piersic hrál Ottu Skorzenyho. Franklina Delano Roosevelta hrál Stanisław Jaśkiewicz.